# Кублицкий, Георгий Иванович
Георгий Иванович Кублицкий (1911 — 1989) — советский писатель, журналист, путешественник, кинодраматург, популяризатор географии и истории стран мира. Автор более 30-ти книг, в том числе детских, а также статей, заметок, очерков в различных изданиях. Также автор рассказов для радиопередачи «Клуб знаменитых капитанов». Специальный корреспондент «Литературной газеты» в США. Член Союза писателей СССР (с 1951).

## Биография
Георгий Иванович Кублицкий родился 18 декабря 1911 года в Красноярске. Его отец погиб на Западном фронте в 1914 году, в начале Первой мировой войны. Первое своё путешествие, на пароходе «Лена» по Енисею, Георгий совершил в 1916 году, вместе с матерью и сестрой.
В связи с революционными событиями и Гражданской войной школы не работали, поэтому Георгий начал обучаться на дому. Первой учительницей Кублицкого была Л. С. Крутовская, которая привила ему любовь к путешествиям и познанию нового. Он учился вместе с братьями Абалаковыми — Виталием и Евгением, впоследствии известными альпинистами. По прошествии времени писатель считал, что его будущая жизнь определилась в 1922 году.
В 1926 году семья Кублицких переехала в Новосибирск. Осенью Георгия приняли в школу № 12 имени профессора К.А. Тимирязева. В школьные годы Георгий Кублицкий состоял в ученическом комитете и был членом правления школьного кооператива, а также был прикреплен к секции благоустройства Новосибирского городского совета. Его первые статьи, написанные для школьной стенгазеты, посвящались работе этой секции. 
В 1927 году Георгий Иванович впервые отнёс свою заметку в редакцию газеты «Советская Сибирь», но она не была опубликована. Первая его публикация появилась в 1934 году, с которого и начинается его журналистский стаж.
В 1930—1934 годах работал геодезистом, начальником изыскательных партий.
В конце 1930-х годов начинает работу в редакции газеты «Правда». Его первый очерк был на тему «Отметить на карте Ильича». В 1939 году выпустил первую книгу очерков. Первые книги для детей Кублицкий начал писать в 1947 году. 
Он также автор рассказов для послевоенной радиопередачи «Клуб знаменитых капитанов». В 1949 году вышли в свет две первые книги для детей — «Енисей, река Сибирская» и «Открыватели Антарктики». Следующими были книги «По материкам и океанам» (1950), «Большая Волга» (1951), «На великой реке» (1953). 
В 1951 году принят в Союз писателей СССР.
В 1958 году за повесть "Фритьоф Нансен" Г. Кублицкий был удостоен второй премии на Всесоюзном конкурсе на лучшую художественную книгу для детей.
В 1959 году Кублицкий начал работать в документальном кино. Он автор сценариев следующих фильмов:
- «Солнце свободы взошло над Ираном»,
- «Первый рейс к звездам» (1961),
- «Диво Кубы»,
- «Нет мира в Лаосе»,
- «Мексика, которую мы любим»,
- «Перу: тысяча и три года»,
- «Рожденные Октябрем»,
- «Страна наша Тюмения»,
- «Мы на Волге живем» и других.

Скончался в Москве 1 мая 1989 года.

## Семья
- Супруга — Римма Николаевна Кублицкая.
  - Сын — Никита[1].

## Сочинения
- Рейс в Эвенкию: (Путевые заметки) / Г. И. Кублицкий. — Красноярск: Краснояргиз, 1939.
- Енисей, река сибирская / Г. И. Кублицкий; Рисунки художника К. Арцеулова; Карты Б. Булгакова. — М.: Детгиз, 1949. — (Наша Родина).
- Открыватели Антарктики / Г. И. Кублицкий; Рисунки М. Гетманского. — М.; Л.: Детгиз, 1949. — 160 с.
- Большая Волга / Г. И. Кублицкий; Оформление Н. Шишловского. — М.: Детгиз, 1951. — 192 с. — 30 000 экз.
- На великой реке / Г. И. Кублицкий. — М.: Детгиз, 1953. — 320 с. — (Школьная библиотека). — 100 000 экз. (в пер.)
- Енисей, река сибирская / Г. И. Кублицкий. — М.: Детгиз, 1956. — 320 с. — (Наша Родина). — 115 000 экз.
- По материкам и океанам: Рассказы о путешествиях и открытиях / Г. И. Кублицкий. — М.: Детгиз, 1957. — 328 с. — (Школьная библиотека). — 100 000 экз. (в пер.)
- Фритьоф Нансен: Его жизнь и необыкновенные приключения / Г. И. Кублицкий. — М.: Детгиз, 1958. — 336 с. — 30 000 экз. (в пер.)
- Мечи и колос: Путевые очерки / Г. И. Кублицкий. — М.: Молодая гвардия, 1959. — 112 с. — 30 000 экз. (обл.)
- По следам Нильса Хольгерсона / Г. И. Кублицкий. — М.: Детгиз, 1959. — 256 с. — 30 000 экз. (в пер.)
- На Волгу!: Путеводитель по Волге, Каме, Оке, Дону, Волго-Балту / Составители: Р. Н. Кублицкая, Г. И. Кублицкий; Суперобложка, переплёт, форзац и титул заслуженного деятеля искусств РСФСР художника Г. С. Сахарова; Заставки художника В. М. Никольского. — М.: Речной транспорт, 1960. — 416 с. — 30 000 экз. (в пер., суперобл.)
- Фритьоф Нансен: Его жизнь и необыкновенные приключения / Г. И. Кублицкий. — М.: Детгиз, 1961. — 352 с. — (Школьная библиотека). — 50 000 экз. (в пер.)
- Три нью-йоркских осени / Г. И. Кублицкий. — М.: Молодая гвардия, 1964. — 272 с. — (Ровесник). — 65 000 экз. (в пер.)
- Иностранец в Нью-Йорке / Г. И. Кублицкий. — Л.: Детская литература, 1965. — 240 с. — 65 000 экз. (в пер., суперобл.)
- Восьмое чудо света / Г. И. Кублицкий. — М.: Детская литература, 1966. — 184 с. — 50 000 экз.
- И снова Югославия… / Г. И. Кублицкий. — М.: Молодая гвардия, 1967. — 208 с.
- Фритьоф Нансен: Его жизнь и необыкновенные приключения / Г. И. Кублицкий. — М.: Детская литература, 1967. — 288 с. — 75 000 экз. (в пер.)
- Все мы — открыватели… / Г. И. Кублицкий. — М.: Мысль, 1968. — (Путешествия. Приключения. Фантастика).
- Сибирская родная сторона / Г. И. Кублицкий. — М.: Детская литература, 1968. — 256 с. — 75 000 экз. (в пер.)
- Вечера со скандинавами / Г. И. Кублицкий. — М.: Молодая гвардия, 1970. — 240 с. — 65 000 экз. (в пер.)
- В Стране странностей: Путешествия по Голландии, Швеции, Норвегии / Г. И. Кублицкий. — М.: Детская литература, 1970. — 336 с. — 100 000 экз. (в пер.)
- Край родной — Россия / Г. И. Кублицкий. — М.: Детская литература, 1971. — 96 с. — 100 000 экз. (в пер.)
- Про Волгу, берега и годы / Г. И. Кублицкий. — М.: Советская Россия, 1971. — 448 с. — (По земле Российской). — 50 000 экз. (в пер.)
- Таймыр, Нью-Йорк, Африка…: Рассказы о странах, людях и путешествиях / Г. И. Кублицкий. — М.: Детская литература, 1971. — 432 с. — 100 000 экз. (в пер.)
- По железной земле (Курская магнитная аномалия) / Г. И. Кублицкий. — М.: Советская Россия, 1973. — (Писатель и время).
- Гораздо больше, чем река… / Г. И. Кублицкий. — М.: Советская Россия, 1976. — (Писатель и время).
- Уходит река к океану… / Г. И. Кублицкий. — Красноярск: Красноярское книжное издательство, 1976. — 424 с. — 30 000 экз. (в пер.)
- Волга / Г. И. Кублицкий. — М.: Детская литература, 1978. — 200 с.
- Твоя Родина — Советский Союз / Г. И. Кублицкий. — М.: Детская литература, 1979. — 192 с. — 100 000 экз. (в пер.)
- Весь шар земной / Г. И. Кублицкий. — М.: Детская литература, 1980. — 320 с. — 100 000 экз. (в пер.)
- Сибирский экспресс / Г. И. Кублицкий. — М.: Советская Россия, 1980. — 96 с. — (Писатель и время). — 30 000 экз.
- Уходит река к океану… / Г. И. Кублицкий. — М.: Советский писатель, 1980. — 480 с. — 100 000 экз. (в пер.)

- За Уралом — край чудесный: Рассказы о Сибири и Дальнем Востоке / Г. И. Кублицкий. — М.: Детская литература, 1982.
- Вот она, наша Сибирь!: Очерки / Г. И. Кублицкий. — М.: Детская литература, 1985. — 288 с. — 100 000 экз. (в пер.)
- Весь шар земной…: Рассказы о путешествиях и открытиях / Г. И. Кублицкий. — М., 1986.
- …И Северным океаном / Г. И. Кублицкий. — Красноярск: Красноярское книжное издательство, 1988. — 360 с. — (Полярные горизонты). — 15 000 экз. — ISBN 5-7479-0028-5. (в пер.)
- Сто народов — одна семья / Г. И. Кублицкий. — М.: Детская литература, 1988. — 56 с. — (Пою моё Отечество). — 300 000 экз. — ISBN 5-08-001316-8.
- Письмо шло пять тысячелетий / Г. И. Кублицкий. — М.: Малыш, 1991. — 112 с. — 150 000 экз. — ISBN 5-213-00618-3. (в пер.)
- Куда летит почтовый голубь, или История почты / Г. И. Кублицкий. — М.: Малыш, 2000. — (Энциклопедия для детей и родителей).